# 迮常五
迮常五，清朝政治人物。
迮常五曾于1868年接替张泽仁任娄县知县一职，1868年由张泽仁接任。